# Церковная коалиция Библии и исповедания
Церковная коалиция Библии и исповедания (швед. Kyrklig samling kring bibeln och bekännelsen) — объединение верующих в Церкви Швеции, которые провозглашают, что основополагающим принципом церковной жизни должно быть следование евангелическому вероисповеданию и Библии. (Устав церковной коалиции § 1)
Церковная коалиция была сформирована в 1958 году, когда епископ Бу Йертс пригласил представителей различных пиетистских направлений в Церкви Швеции для обсуждения ситуации, сложившейся после принятия парламентом страны и церковной ассамблеи решения об ординации женщин в пасторский сан.
В настоящее время конференции коалиции регулярно собираются 30-40 человек для обсуждения насущных вопросов церковной жизни. На них выбирается совет в составе девяти человек. Председатель совета одновременно является председателем коалиции. В настоящее время председателем коалиции является Ингви Калин из Хюссна.
Вместе с тем участники коалиции не поддержали членов Миссионерской провинции, которые, будучи не согласны с ситуацией внутри Церкви Швеции выбрали собственного епископа.